# Profitraten
Profitraten er et teoretisk begreb indenfor marxistisk økonomi. Teorien om profitratens tendens til fald stammer fra Karl Marx og handler om, hvad han opfattede som en fundamental dynamik i den kapitalistiske vareøkonomi. Matematisk bygger loven om profitratens tendens til fald på følgende ligning:
{\displaystyle p={\frac {m}{C}}={\frac {m}{c+v}}={\frac {\frac {m}{v}}{{\frac {c}{v}}+1}}} hvor
{\displaystyle p} er profitraten,
{\displaystyle C} er totalkapitalen
{\displaystyle m} er merværdien,
{\displaystyle c} er den konstante kapital incl. råstoffer,
{\displaystyle v} er den variable kapital (arbejdslønnen),
{\displaystyle {\frac {c}{v}}} udtrykker kapitalens organiske sammensætning, og
{\displaystyle {\frac {m}{v}}} udtrykker udbytningsraten. 

## Forudsætninger
Forudsætningen for denne argumentation er teorien om merværdi og kapitalakkumulationsbegrebet. Når merværdien skal realiseres, sker det på et marked, som blandt andet er karakteriseret ved adskillelsen af køb og salg. For at formidle denne proces må der være en almen enhed, som kan benyttes som målestok for den abstrakte merværdi. Penge (eller andre betalingsmidler) har under kapitalismen taget karakter af også at være en vare, der kan give et afkast (rente). Hvis transformationen af varer til kapital hæmmes, fx fordi varerne ligger længe på lager eller købekraften er utilstrækkelig, kan det øge profitratens tendens til fald.
Konkurrencen på markedet tvinger producenterne til at effektivisere og investere i arbejdsbesparende teknologi, hvilket over tid resulterer i, at den konstante kapital – eksempelvis maskiner og bygninger – øges relativt i forhold til den variable kapital, dvs. arbejdskraft.

## Den organiske sammensætning
Den organiske sammensætning definerer Karl Marx som "det forhold, hvori kapitalen deler sig i konstant kapital, dvs. værdien af produktionsmidler og variabel kapital, eller værdien af arbejdskraft." Hvis (c/v)  stiger mere end (m/v), vil profitraten (m/c+v) falde. 

## Processen
Når den enkelte kapitalist øger produktiviteten gennem investering i arbejdsbesparende teknologi, kan vedkommende som regel producere til en pris, der er under gennemsnittet, og dermed opnå en større profit. Herved ændres kapitalens organiske sammensætning, som Marx definerer som forholdet mellem konstant og variabel kapital, dvs. forholdet mellem den "døde" og den "levende" (arbejdskraften) kapital, hvor konkurrencen tvinger kapitalisterne til at øge den "døde" kapital. Forenklet udtrykt tvinges kapitalisterne til at øge investeringerne i maskiner i forhold til investeringerne i arbejdskraft.
Men konkurrencens pres tvinger snart de andre kapitalister til at indføre samme eller lignende teknologier, og dermed mister de førende på markedet den komparative fordel. Denne konkurrence øger produktiviteten pr. arbejdstime og frisætter arbejdskraft. Konsekvensen er, at profitraten vil falde .
Denne intensiverede konkurrence fører til en ophobning af kapital, som udløser en krise. Marx var en af de første teoretikere som hævdede, at kriser er indbygget i det kapitalistiske system. I modsætning til de generelle ligevægtsteorier der antager at markedet af sig selv etablerer ligevægt, hævdede Marx, at markedet styrer mod en uligevægt, der udløser økonomiske kriser.  I loven om profitratens tendens til fald’ udbygges teorien med en konjunkturanalyse. Under en højkonjunktur sker en overophobning af kapital der skal forrentes, og en dis-proportionalitet mellem aktiviteten og kapitalbeholdningen i forbrugs- og investeringsindustrierne. Den absolutte mængde af profit kan faktisk stige, selv om profitraten falder. Men for at modvirke tendensen til, at profitraten falder, må den multiplikator, der angiver totalkapitalens vækst, være større end den divisor, der angiver faldet i profitraten.  Krisens funktion er derfor at sikre en voldsom nedskrivning af kapitalen. Konkurser er det voldsomste udtryk for denne nedskrivning. Virksomhedslukninger og frisættelse af arbejdere (arbejdsløshed) er den måde hvorpå krisen omfordeler ressourcerne mellem samfundets forskellige sektorer.  Dette fører til en centralisering eller koncentration af de eksisterende kapitaler, ”ekspropriation af kapitalist, forvandling af flere små til færre større kapitalister”.   Kapitalismen er således fanget i en uundgåelig selvmodsigende og undergravende dynamik, fordi arbejdet er den eneste kilde til at skabe værdi og dermed profit.  Resultatet af denne dynamik er, at der på lang sigt – trods en række modvirkende faktorer – er en tendens til at minimere den variable kapitals andel af den totale kapital og derved opstår profitratens tendens til fald. Selv om konkurrencen betyder også en billiggørelse af produkterne, der medfører en nedadgående profit, nævner Marx nogle modificerende faktorer, der kan kompensere kapitalen for ”tabet”.
*1.      Stærkere udbytning af arbejdet - Dette kan ske gennem fx at øge merarbejdet ved at øge arbejdstiden eller ved at presse arbejdslønnen ned, når der er ledig arbejdskraft. 
*2.      Billiggørelse af den konstante kapital gennem teknologisk fornyelse
*3.      Øget udenrigshandel kan skabe komparative fordele. 
*4.      Løntryk fra "reservearmeen" – som Marx hyppigt kalder de arbejdsløse og løsarbejderne. 